# Francesco D’Aniello
Francesco D’Aniello (* 21. März 1969 in Nettuno) ist ein ehemaliger italienischer Sportschütze.

## Erfolge
Francesco D’Aniello nahm zweimal an Olympischen Spielen im Doppeltrap teil. 2008 zog er in Peking mit 141 Punkten ins Finale ein, in dem er 46 weitere Punkte erzielte. Seine Gesamtpunktzahl von 187 Punkten brachte ihm hinter Walton Eller und vor Hu Binyuan die Silbermedaille ein. Bei den Olympischen Spielen 2012 in London verpasste er als Achter das Finale, mit 136 Punkten fehlte ihm lediglich ein Punkt, um zumindest ein Stechen um das Finale zu erreichen. 2007 in Nikosia und 2009 in Maribor wurde D’Aniello Weltmeister. Mit der Mannschaft gewann er 2007 ebenfalls den Titel und sicherte sich 2009 mit ihr Silber. 2009 und 2010 gewann er die Einzeltitel bei den Europameisterschaften.
Im September 2008 erhielt D’Aniello für seinen Olympiaerfolg das Offizierskreuz des italienischen Verdienstordens. Er ist verheiratet und hat ein Kind.